# 26586 Harshaw
26586 Harshaw è un asteroide della fascia principale. Scoperto nel 2000, presenta un'orbita caratterizzata da un semiasse maggiore pari a 2,7754481 au e da un'eccentricità di 0,1026198, inclinata di 10,38489° rispetto all'eclittica.
L'asteroide è dedicato all'astrofilo statunitense Richard Harshaw.